# Ито, Мансиу

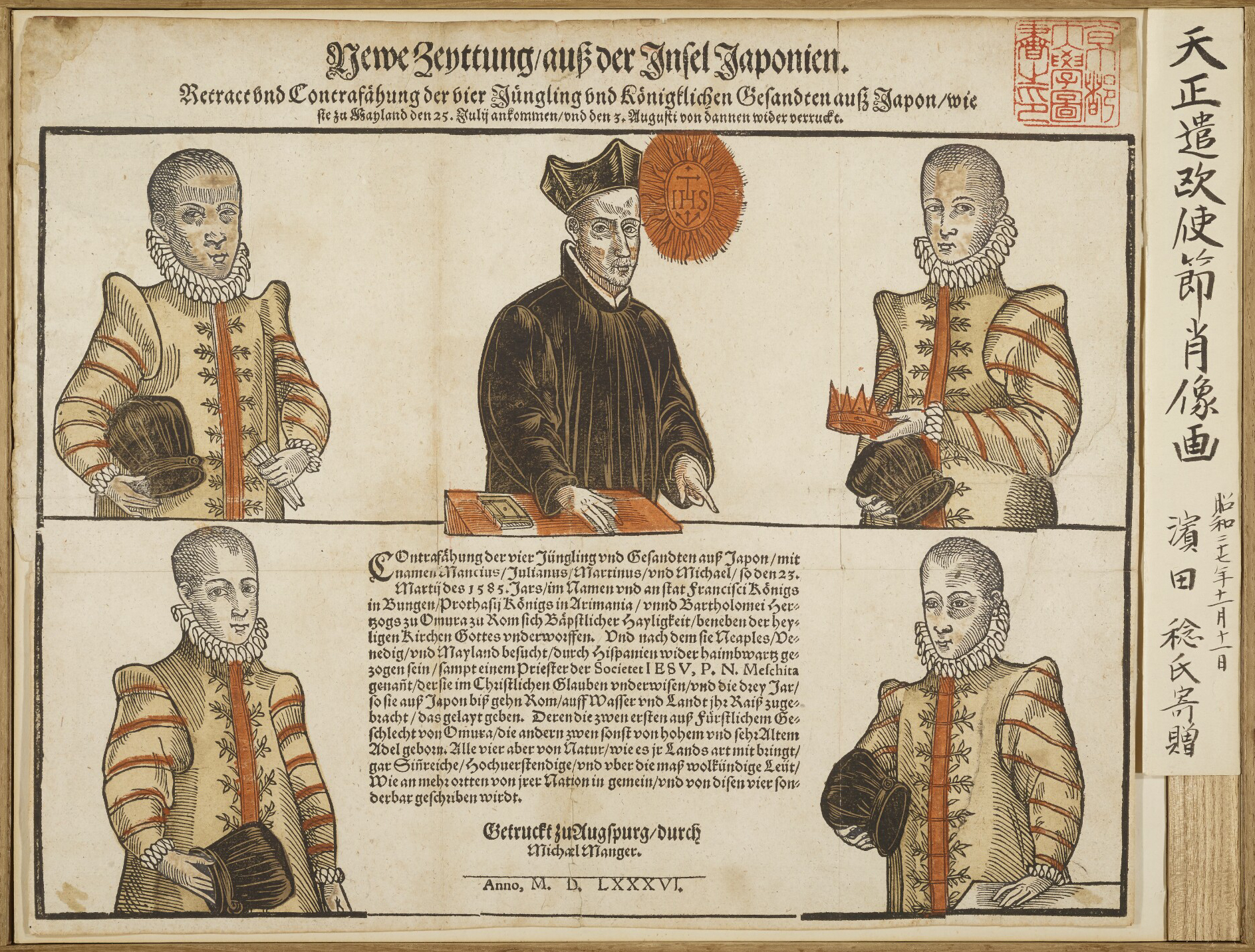
Изображение послов. Аугсбург, 1586.
Вверху, слева направо: Жулиан Накаура, падре Мескита, Мансиу Ито.
Внизу, слева направо: Мартинью Хара, Мигел Тидзива.

Ма́нсиу И́то (порт. Mancio Ito, до крещения — Ито Мансё, яп. 伊東マンショ; 1570—1612) — глава первого японского посольства  в Европе.

## Биография
Идея отправки японских послов в Европу принадлежала иезуиту Алессандро Валиньяно и поддержана тремя даймё, исповедовавшими христианство. Для путешествия было отобрано четверо знатных юношей-христиан (все они известны под португальскими именами). Мансиу Ито было поручено руководить группой; 20 февраля 1582 года он отплыл из порта Нагасаки. Его спутниками были:
- Мигел Тидзива (порт. Miguel Chijiwa, яп. 千々石ミゲル)
- Жулиан Накаура (порт. Julião Nakaura, яп. 中浦ジュリアン)
- Мартинью Хара (порт. Martinão Hara, яп. 原マルチノ).

Также посольство сопровождали двое слуг, учитель и переводчик юношей Диего де Мескита и их наставник Валиньяно, который сопровождал их только до Гоа, так как в этом городе должен был приступить к исполнению новых обязанностей. В Лиссабон посольство прибыло в августе 1584 года; его участники провели 9 месяцев в Макао, Кочине и Гоа. Из португальской столицы послы отправились в Рим, основную цель путешествия. Там Мансиу Ито стал почётным гражданином города и получил европейский дворянский титул «рыцаря Золотой Шпоры» (итал. Cavaliere di Speron d’oro).  Во время пребывания в Европе послы встретились с королём Испании и Португалии Филиппом II, тосканским герцогом Франческо I Медичи, папой Григорием XIII и его преемником Сикстом V.
Посольство вернулось в Японию 21 июля 1590 года. Записи, которые вели его участники на протяжении восьми лет, послужили основой для вышедшей в том же году в Макао книги «О посольстве японских легатов к Римской курии» (лат. De Missione Legatorum Iaponensium ad Romanam Curiam).
Впоследствии Валиньяно рукоположил троих из четверых японцев в священники (так как Мигел впоследствии отрёкся от христианства); они стали первыми японцами-членами ордена иезуитов.
Мансиу Ито умер в Нагасаки в 1612 году.